# Modanatura a gola egizia

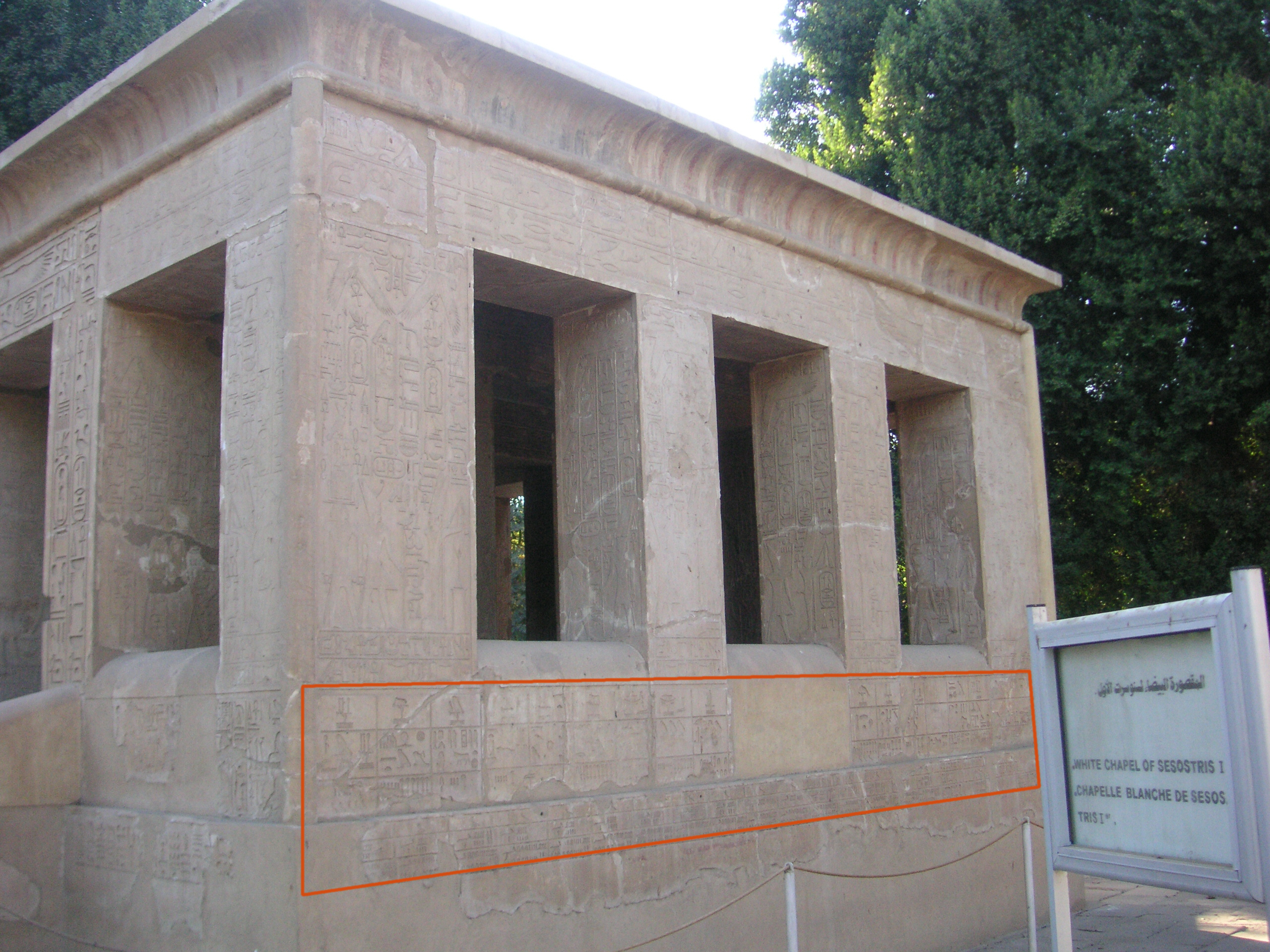
Chiosco di Sesostri I con modanatura a gola egizia nella parte terminale superiore dei muri e angoli con semicerchio

La modanatura a gola egizia indica, in architettura antica, una decorazione ornamentale dal profilo curvo costituita da una fascia orizzontale che si incurva e si aggetta nella parte superiore formando l'immagine formale peculiare dell'architettura trilitica egizia con le finalità di arrotondare la parte terminale superiore dei muri e di protezione delle strutture inferiori.
Gli Egizi usavano due tipi di modanature:
- la gola egizia o cavetto
- il semicerchio costituito dal toro e dal tondino detto anche astragalo.

Questi due elementi erano quasi sempre combinati tra loro con il semicerchio alla base del cavetto e li ritroviamo oltre che nei pilastri, anche negli architravi, piloni, muri e nelle produzioni artistiche.
Il semicerchio che da solo bordava gli angoli degli edifici presentava come toro un profilo convesso non perfetto delimitante inferiormente la gola egizia mentre come tondino era sostanzialmente molto più piccolo del precedente.
Di origine antichissima, conosciamo l'esistenza della modanatura a gola egizia dalle raffigurazioni geroglifiche
| O18 | O21 |

poiché nessun reperto ci è pervenuto dai templi edificati nel predinastico e protodinastico dove le antiche edicole sacre, costruite in mattoni crudi e con le coperture arcuate di vegetali, presentavano bordi di frasche sporgenti in alto sulle pareti.
La prima trasposizione in pietra di queste primitive edicole compare nel complesso funerario di Djoser i cui padiglioni presentavano, tra le varie caratteristiche, tori angolari imitanti i bordi di steli e il coronamento orizzontale dell'edificio inclinato verso l'esterno come prototipo di cornice stilizzata di fusti di vegetali o del legno di palma. Anche all'interno della piramide a gradoni, nelle stanze blu, le piastrelle di faience sono lavorate a imitazione dei graticci di canne delle capanne del predinastico.

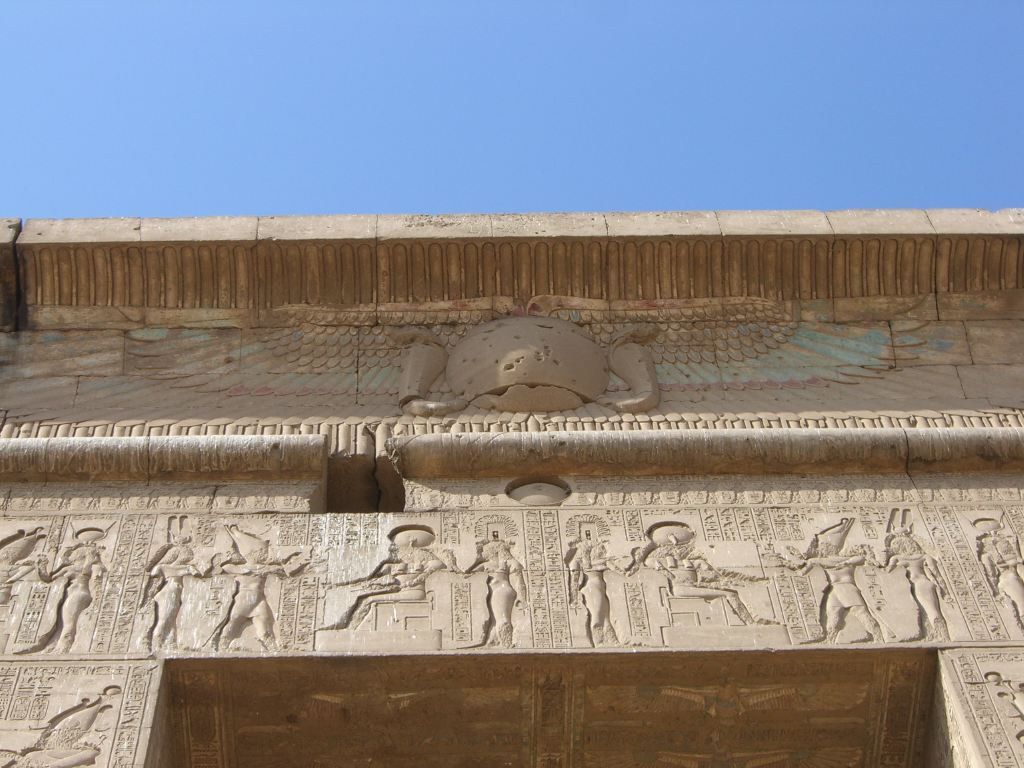
Fregio decorativo del disco solare alato

Ma la cornice a gola egizia compare nel complesso funerario di Chefren, come evoluzione più raffinata dell'antica modanatura di Djoser, intagliata nel granito con la parte superiore del toro orizzontale unita alla curvatura della gola sempre come stilizzazione delle antiche costole di palme e con presenza di nervature a intreccio rappresentanti le legature usate per tenere assemblati i fasci dei vegetali di copertura delle edicole predinastiche.
Un bell'esempio di questa modanatura lo ritroviamo nella Cappella bianca di Sesostri I dove la cornice di coronamento a gola egizia completa l'alzato ed era decorata con alternanza di colori blu, rosso e bianco che colorano e definiscono le nervature della gola con il toro colorato di giallo.
Successivamente, tra l'architrave e la modanatura a gola egizia, venne inserito il fregio decorativo rappresentante il disco solare alato che normalmente si trovava sopra i varchi d'accesso.
I greci assorbirono prevalentemente dall'architettura egizia già nell'VIII secolo a.C. sia il cavetto sia il semicerchio che svilupparono successivamente in almeno cinque varianti fondamentali, come la gola diritta, il becco di civetta, la scozia, l'ovolo e la gola rovescia, giunte fino alla nostra epoca.